# Mesjön (Vilhelmina socken, Lappland)
Mesjön är en sjö i Vilhelmina kommun i Lappland och ingår i Ångermanälvens huvudavrinningsområde. Sjön har en area på 1,53 kvadratkilometer och ligger 347,1 meter över havet. Sjön avvattnas av vattendraget Mesjöbäcken.

## Delavrinningsområde
Mesjön ingår i det delavrinningsområde (715284-154129) som SMHI kallar för Utloppet av Mesjön. Medelhöjden är 392 meter över havet och ytan är 25,76 kvadratkilometer. Det finns inga avrinningsområden uppströms utan avrinningsområdet är högsta punkten. Mesjöbäcken som avvattnar avrinningsområdet har biflödesordning 2, vilket innebär att vattnet flödar genom totalt 2 vattendrag innan det når havet efter 249 kilometer. Avrinningsområdet består mestadels av skog (90 procent). Avrinningsområdet har 1,51 kvadratkilometer vattenytor vilket ger det en sjöprocent på 5,9 procent.